# Kia Venga
Der Kia Venga war ein Pkw-Modell des südkoreanischen Automobilherstellers Kia Motors. Es handelt sich dabei um den ersten Minivan der Marke, dessen Serienmodell auf der IAA 2009 in Frankfurt am Main vorgestellt wurde. Am 29. Januar 2010 kam der Venga mit zwei Benzin- und zwei Dieselmotorisierungen und vier Ausstattungslinien auf den deutschen Markt. Das Fahrzeug wurde wie der Kia cee’d in Europa entwickelt. Es basiert auf der Plattform des Kia Soul und ist im Modellprogramm des Herstellers oberhalb des Kia Rio positioniert. Produziert wurde der Venga neben dem Hyundai i30 und dem technisch baugleichen Hyundai ix20 von September 2009 bis Mai 2011 von der Hyundai Motor Manufacturing Czech in Nošovice. Danach verlegte man die Produktion in das Werk der Kia Motors Slovakia nach Žilina, wo auch der cee’d und der Sportage gebaut werden. Im Sommer 2019 wurde die Produktion des Kia Venga ersatzlos eingestellt.

## Entwicklung
| Sonstige Messwerte                | Sonstige Messwerte |
| --------------------------------- | ------------------ |
| CO2-Emission (kombiniert):        | 117–164 g/km       |
| Kraftstoffverbrauch (kombiniert): | 4,5–7,0 l/100 km   |
| Sterne im Euro NCAP-Crashtest     |                    |

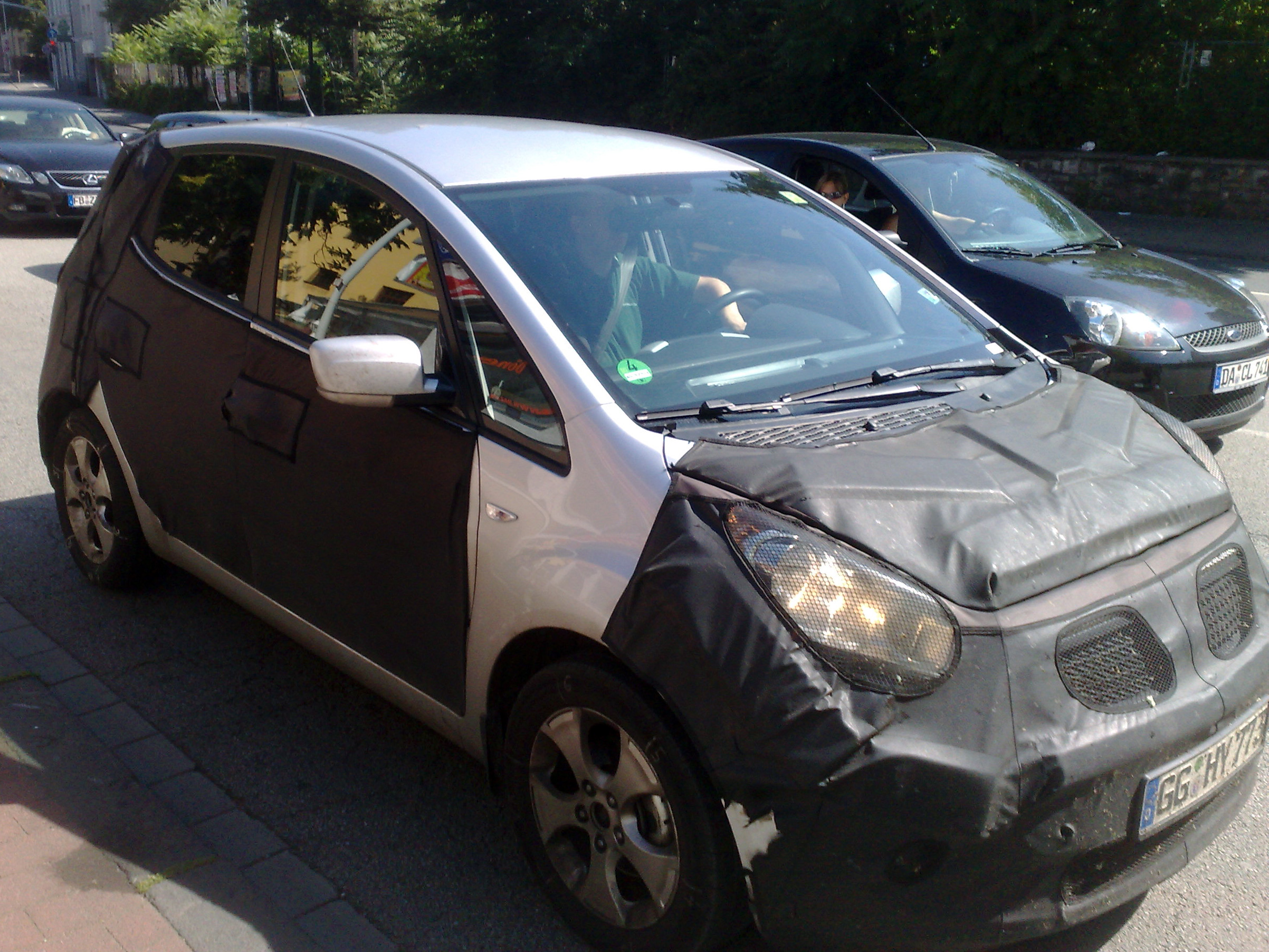
Erlkönig des Kia Venga

Unter dem internen Kürzel YN wurde der Venga im Kia-Forschungszentrum in Rüsselsheim entwickelt und das Design in der Kia-Europazentrale in Frankfurt am Main entworfen. Im Erlkönigstadium wurde der Minivan von den Medien noch als cee’d Plus bezeichnet, bis schließlich der aus dem Spanischen stammende Name Venga (dt.: Los! oder Komm!) bekannt gegeben wurde.
Einen Ausblick auf die Serienversion lieferte das im März 2009 auf dem Genfer Auto-Salon vorgestellte, seriennahe Konzeptfahrzeug namens Kia N° 3.
Die Produktion des Serienmodells begann schließlich im September 2009 im Hyundai-Werk im tschechischen Nošovice. Dieses neue Gemeinschaftswerk der Hyundai Kia Automotive Group nahm 2008 die Massenproduktion auf und soll in Maximalauslastung 300.000 Fahrzeuge jährlich herstellen und ca. 3500 Arbeiter beschäftigen.

## Technik
Der Kia Venga basiert auf einer Bodengruppe, die auch für Kia Soul und  Hyundai i20 genutzt wird, deren Radstand aber für den Venga auf 2,62 Meter verlängert wurde. Die selbsttragende Karosserie ist aus Stahlblech gefertigt und erreicht einen Luftwiderstandsbeiwert von 0,31.
Serienmäßig haben allen Versionen eine elektrisch unterstützte Zahnstangen-Servolenkung. Bei 2,77 Lenkradumdrehungen hat der Venga einen Wendekreis von 10,4 Metern.
Beim Fahrwerk kommen vorne und hinten Schraubenfedern, Gasdruckstoßdämpfer und Stabilisatoren zum Einsatz. Vorn gibt es eine Einzelradaufhängung mit Hilfsrahmen und MacPherson-Federbeinen und hinten eine Verbundlenkerachse.
Die servounterstützte Zweikreisbremsanlage arbeitet vorne mit belüfteten Scheibenbremsen mit einem Durchmesser von 280 mm und hinten mit 258-mm-Bremsscheiben. Das Bremssystem umfasst serienmäßig ein Vierkanal-ABS mit EBD, BAS und ESC.

## Motoren

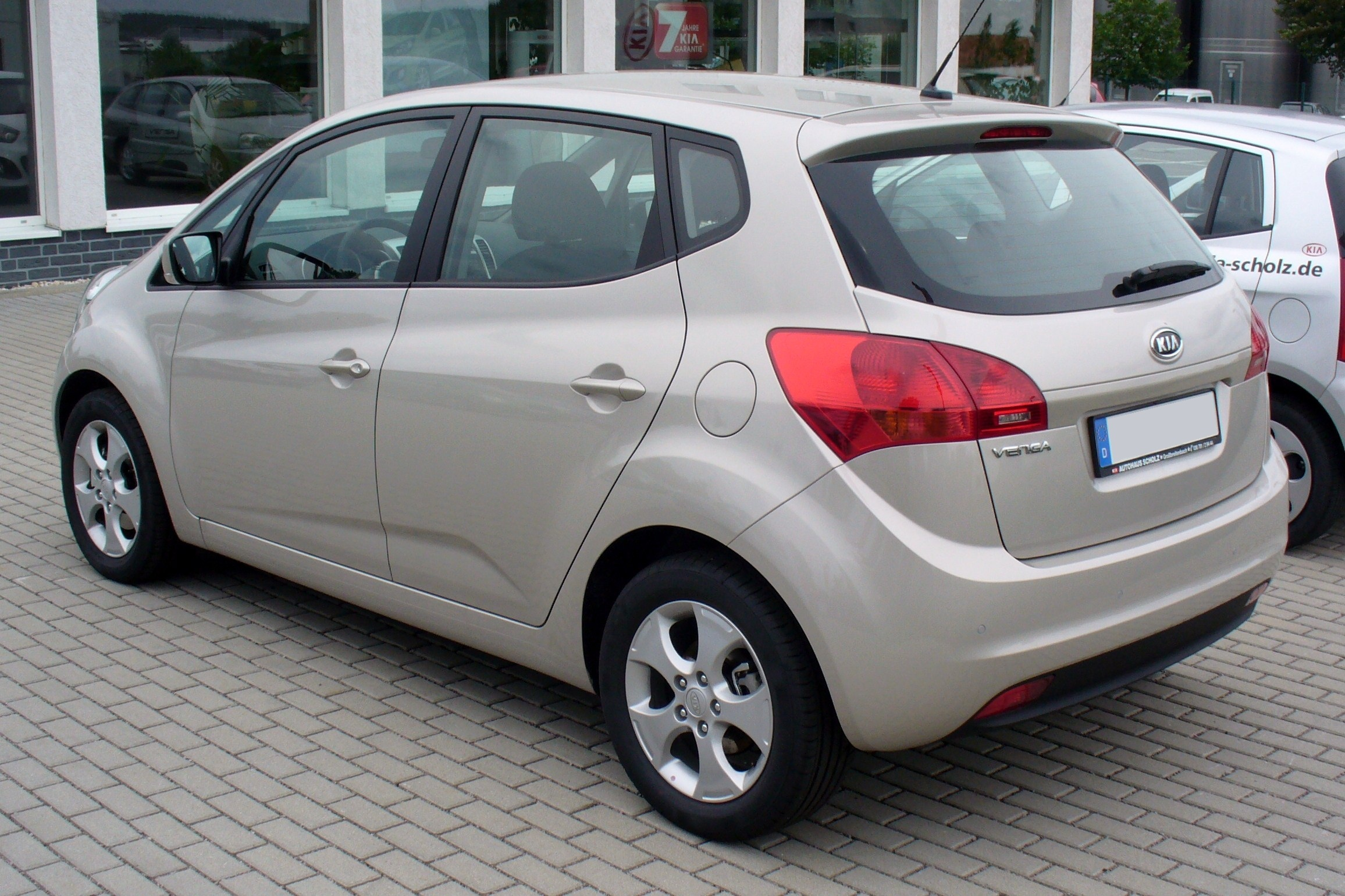
Heckansicht des Kia Venga

Zur Auswahl stehen für das Modell vier quer eingebaute Frontmotoren in Reihen-Bauart mit vier Zylindern, 16 Ventilen und Vorderradantrieb. Die 1,4- bis 1,6 Liter-Motoren leisten je nach Land zwischen 55 und 94 kW (75 bis 128 PS). Alle Motoren besitzen zwei obenliegende und per Steuerkette angetriebene Nockenwellen, erfüllen die Abgasnorm Euro 6 und können optional mit dem Start-Stopp-System ISG ausgerüstet werden. Dann werden diese mit dem EcoDynamics-Label versehen und verfügen zusätzlich über Leichtlaufreifen, eine Schaltpunktanzeige und eine intelligente Lichtmaschinensteuerung.
Getriebe:
- Fünfgang-Schaltgetriebe mit Einscheiben-Trockenkupplung (Benziner und 1,4 CRDi 75)
- Sechsgang-Schaltgetriebe mit Einscheiben-Trockenkupplung (Diesel ab 1.4 CRDi 90)
- Vierstufen-Automatikgetriebe mit Wandlerüberbrückungskupplung (optional für 1,6 CVVT)

### Ottomotoren
Die beiden Ottomotoren der „Gamma“-Baureihe mit 1,4 und 1,6 Litern Hubraum werden in Kombination mit einem Fünfgang-Schaltgetriebe angeboten. Für den größeren Motor steht auch eine Vierstufen-Automatik zur Verfügung. Die Zusatzbezeichnung CVVT steht für continuous variable valve timing, also eine variable Ventilsteuerung. Weiterhin sind die CVVT-Motoren mit einer Saugrohreinspritzung und einer kontaktlosen Zündanlage ausgerüstet. Die Abgasreinigung erfolgt über einen geregelten Drei-Wege-Katalysator.
- 1,4 l CVVT Reihenvierzylinder mit 1396 cm³ Hubraum und 66 kW (90 PS)
- 1,6 l CVVT Reihenvierzylinder mit 1591 cm³ Hubraum und 92 kW (125 PS)

### Dieselmotoren
Zwei neue Common-Rail-Einspritzung-Dieselmotoren der Baureihe „U2“ werden im Venga eingesetzt. Diese wurden im Kia-Forschungs- und Entwicklungszentrum in Rüsselsheim konzipiert und werden im Kia-Werk im slowakischen Žilina hergestellt. Während der 1,6-Liter-CRDi bereits im 2009er Modell des Kia cee’d angeboten wird, wird der 1,4-Liter-Diesel zum ersten Mal genutzt. Gemein sind beiden Dieseln eine Bosch-Common-Rail-Einspritzung und ein Turbolader mit variabler Turbinengeometrie (VTG). Die Kraftübertragung erfolgt über Sechsgang-Schaltgetriebe, nur die in einigen Ländern angebotene und auf 55 kW leistungsreduzierte 1,4-Liter-Version greift auf eine Fünfgangschaltung zurück. Die Abgase der Selbstzünder werden von einem Dieselrußpartikelfilter gereinigt.
- 1,4 l CRDi Reihenvierzylinder mit 1396 cm³ Hubraum und 55 kW (75 PS) (nicht für Deutschland)
- 1,4 l CRDi Reihenvierzylinder mit 1396 cm³ Hubraum und 66 kW (90 PS)
- 1,6 l CRDi Reihenvierzylinder mit 1582 cm³ Hubraum und 85 kW (115 PS) (nicht für Deutschland)
- 1,6 l CRDi Reihenvierzylinder mit 1582 cm³ Hubraum und 94 kW (128 PS)

Auf der Pariser Mondial de l’Automobile im Oktober 2010 wurde der sogenannte Eco Venga mit dem 75-PS-Diesel und speziellen Spritsparmaßnahmen aus Kias EcoDynamics-Paket vorgestellt. Dies umfasst in dem Fall unter anderem das Start-Stopp-System ISG, ein modifiziertes Schaltgetriebe sowie Spritspar-Reifen und Leichtlauföle. Durch diese Veränderungen am Fahrzeug konnte der durchschnittliche CO2-Ausstoß auf 114 g/km gesenkt werden.

### Elektromotor
Auf dem Genfer Auto-Salon im März 2010 stellte Kia den Venga EV vor, ein seriennahes Konzeptfahrzeug mit einem 80 kW (109 PS) starken Elektromotor. Das maximale Drehmoment liegt bei 280 Nm und die Energie wird in einem Lithium-Ionen-Polymer-Batteriepaket gespeichert. Der Elektromotor treibt die Vorderräder an und befindet sich im Motorraum während die Batterie mit einer Kapazität von 24 kWh im Kofferraum untergebracht ist. Innerhalb von 20 Minuten kann die Batterie per Schnellladung zu 80 Prozent aufgeladen werden. Bei einem normalen Ladevorgang ist der Akkumulator nach acht Stunden komplett befüllt. Der Venga EV beschleunigt in 11,8 Sekunden von 0 auf 100 km/h und erreicht seine Höchstgeschwindigkeit bei 140 km/h. Die Reichweite des Batteriesystems beträgt etwa 180 Kilometer. Das optisch auffälligste Merkmal gegenüber dem Serienmodell ist der geschlossene Kühlergrill.

### Technische Daten im Detail
| Technische Daten                             |                                                                                         |                                                                                         | | |   |
|                                              | 1.4 CVVT                                                                                | 1.6 CVVT                                                                                | 1.4 CRDi 1                                                                                                | 1.6 CRDi 1                                                                                                |   |
| Bauzeitraum:                                 | 01/2010–08/2018                                                                         | seit 01/2010                                                                            | 01/2010–08/2018                                                                                           | 01/2010–08/2018                                                                                           |   |
| Motortyp:                                    | Vierzylinder-Ottomotor in Reihenbauart, Saugrohreinspritzung, vier Ventile pro Zylinder | Vierzylinder-Ottomotor in Reihenbauart, Saugrohreinspritzung, vier Ventile pro Zylinder | Vierzylinder-Dieselmotor in Reihenbauart, Common-Rail-Einspritzung, Turbolader, vier Ventile pro Zylinder | Vierzylinder-Dieselmotor in Reihenbauart, Common-Rail-Einspritzung, Turbolader, vier Ventile pro Zylinder |   |
| Hubraum:                                     | 1396 cm³                                                                                | 1591 cm³                                                                                | 1396 cm³                                                                                                  | 1582 cm³                                                                                                  |   |
| max. Leistung bei min−1:                     | 66 kW (90 PS)/6300                                                                      | 92 kW (125 PS)/6300                                                                     | 66 kW (90 PS)/4000                                                                                        | 94 kW (128 PS)/4000                                                                                       |   |
| max. Drehmoment bei min−1:                   | 137 Nm/4000                                                                             | 156 Nm/4200                                                                             | 220 Nm/1750–2750                                                                                          | 260 Nm/1900–2750                                                                                          |   |
| Getriebeart, serienmäßig:                    | Fünfgang-Schaltgetriebe                                                                 | Fünfgang-Schaltgetriebe                                                                 | Sechsgang-Schaltgetriebe                                                                                  | Sechsgang-Schaltgetriebe                                                                                  |   |
| Getriebeart, optional:                       | —                                                                                       | Viergang-Automatikgetriebe                                                              | — | — | — |
| Leergewicht:                                 | 1253–1343 kg                                                                            | 1255–1374 kg                                                                            | 1345–1445 kg                                                                                              | 1356–1455 kg                                                                                              |   |
| maximale Zuladung:                           | 457 kg                                                                                  | 455–479 kg                                                                              | 455 kg | 454 kg |   |
| Anhängelast, gebremst:                       | 1100–1300 kg                                                                            | 1100–1300 kg                                                                            | 1300 kg                                                                                                   | 1300 kg                                                                                                   |   |
| Beschleunigung, 0–100 km/h:                  | 12,8 s                                                                                  | 10,8–12,2 s                                                                             | 14,5 s | 11,1 s |   |
| Höchstgeschwindigkeit:                       | 169 km/h                                                                                | 180–185 km/h                                                                            | 167 km/h                                                                                                  | 185 km/h                                                                                                  |   |
| Kraftstoffverbrauch auf 100 km (kombiniert): | 5,9–6,2 l Super                                                                         | 6,5–7,0 l Super                                                                         | 4,5–4,7 l Diesel                                                                                          | 4,5–4,9 l Diesel                                                                                          |   |
| CO2-Emission, kombiniert:                    | 136–147 g/km                                                                            | 144–164 g/km                                                                            | 117–124 g/km                                                                                              | 119–129 g/km                                                                                              |   |
| Abgasnorm nach EU-Klassifikation:            | Euro 5/ Euro 6                                                                          | Euro 5/ Euro 6/ Euro 6d-TEMP                                                            | Euro 5/ Euro 6                                                                                            | Euro 5/ Euro 6                                                                                            |   |

## Ausstattungen und Preise

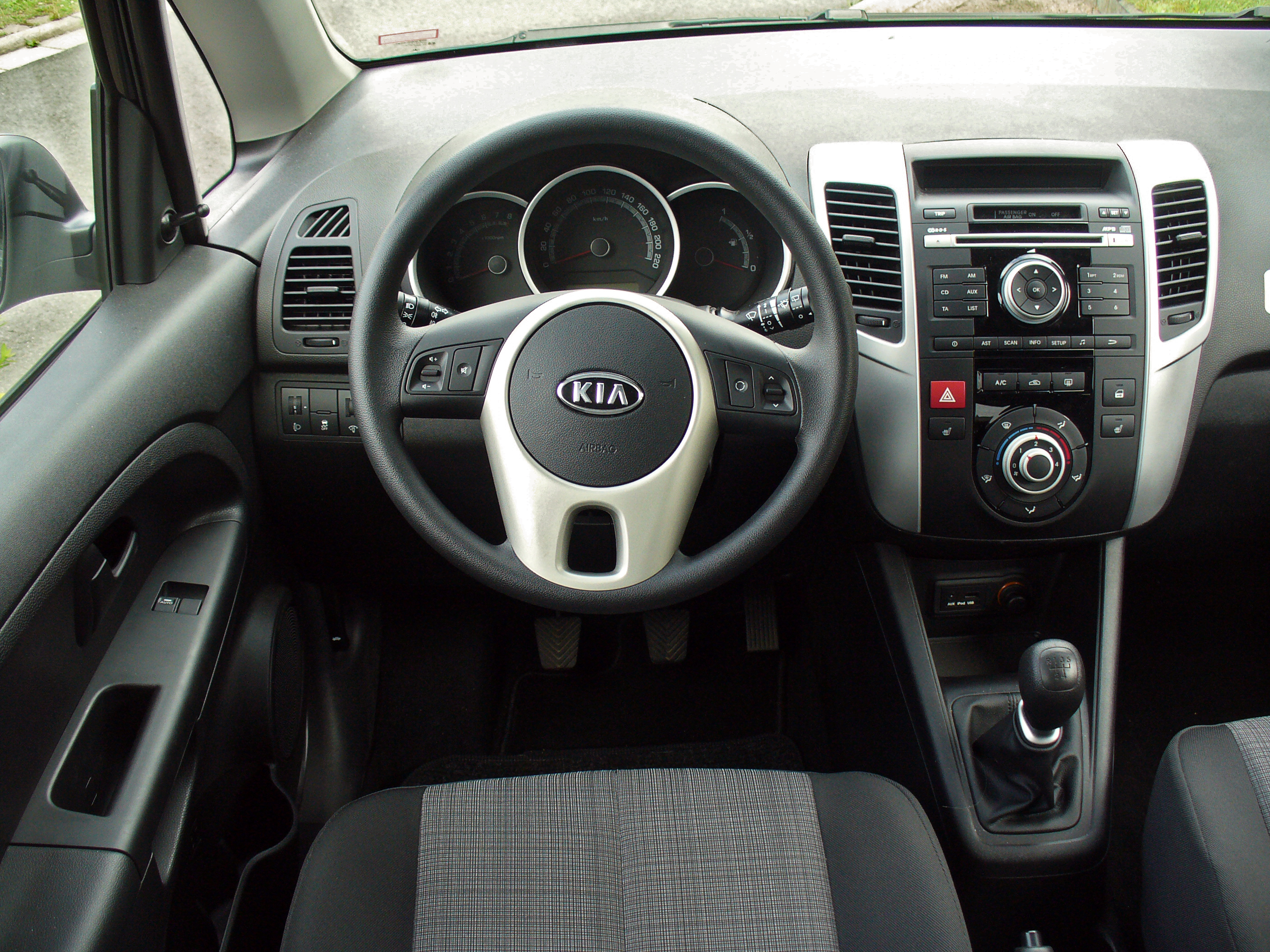
Cockpit des Kia Venga

Für den Venga stehen vier verschiedene Ausstattungslinien bereit. Das Basismodell stellt der nur für die 1,4-Liter-Motoren vorhandene Attract dar, darüber befindet sich die Version Vision und die nochmals umfangreichere Spirit-Ausstattung. Das Topmodell wird als Mind bezeichnet und ist nur mit den 1,6-Liter-Motoren erhältlich. In Österreich heißen die Ausstattungslinien Cool, Motion, Active und Active Pro.
Serienmäßig besitzt der Venga in allen Modellen sechs Airbags, ABS mit elektronischer Bremskraftverteilung, ESC mit Traktionskontrolle, einen Bremsassistent und aktive Kopfstützen für die vorderen Sitzplätze. Die Serienausstattung umfasst weiterhin eine Berganfahrhilfe, elektrische Fensterheber vorn und eine Zentralverriegelung. In den höherwertigen Ausstattungen kommen beispielsweise ein CD-Radio mit USB-Anschluss, Klimaanlage oder -automatik, ein Bordcomputer, Regen-/Lichtsensor, Leichtmetallräder, Teilledersitze mit Sitzheizung, Einparksensoren, Nebelscheinwerfer, ein Tempomat, eine Bluetooth-Freisprecheinrichtung oder eine Rückfahrkamera hinzu.
Auf Wunsch sind eine Metalliclackierung, ein Panorama-Glasschiebedach (ab Vision), das Start-Stopp-System (Vision und Spirit) und ein Vierstufen-Automatikgetriebe für den 1,6-Liter-Ottomotor erhältlich (ab Vision). Alle anderen Sonderausstattungen werden je nach Serienumfang der gewählten Ausstattung in verschiedenen Paketen zusammengefasst. Darunter befindet sich auch das Color-Paket Beat in dem dunklere Sitzbezüge mit grauen Kontrastnähten (bei Spirit) oder hellgrüne Dekoreinlagen und gleichfarbige Sitzkedern (bei Mind) enthalten sind.
Zum Verkaufsstart im Januar 2010 begannen die Grundpreise bei 13.990 Euro für den 1.4 CVVT Attract, teuerstes Modell ist der 1.6 CRDi Mind für 20.430 Euro. Im August 2010 fand eine Preiserhöhung um 435 Euro statt. Anfang 2011 bot Kia den Venga als Sun Edition auf Basis der Ausstattung Vision mit dem kleinsten Benziner und einem zusätzlichen Smart-Key-System für 13.490 Euro an. Im Laufe des Jahres wurde der Preis der Sun Edition auf 12.990 Euro gesenkt.

### Sondermodelle
Im Oktober 2010 wurden die beiden Venga-Sondermodelle Black- und Titanium Collection aufgelegt. Diese basieren auf der Ausstattungsvariante Spirit und verfügen zusätzlich über ein Panorama-Glasschiebedach, getönte Scheiben im Fond wie auch 17-Zoll-Leichtmetallräder. Mögliche Motorisierungen sind die beiden Ottomotoren; als Außenlackierung kommt beim Black Collection Steinschwarz Metallic und beim Titanium Collection Stahlgrau Metallic zum Einsatz. Der Preisvorteil gegenüber einem gleich ausgestatteten Serienmodell beträgt 1430 Euro.
- 2011: Edition 7
- 2012: Dream Team[13]
- 2012: Business Line[14]

### Außenlackierungen
Neben zwei aufpreisfreien Unilackierungen gibt es eine Reihe verschiedener, optionaler Metalliclackierungen. Außerhalb Deutschlands werden die einzelnen Lacktöne meist anders bezeichnet.
| Uni Solidweiß (seit 01/2010)          | Uni Shine Rot (01/2010–07/2010)   | Metallic Glutrot (seit 07/2010)       | Metallic Continentalsilber (seit 01/2010) | Metallic Champagnersilber (seit 01/2010) | Metallic Caramelgold (seit 01/2010) |
| Metallic Kaschmirbraun (seit 07/2010) | Metallic Stahlgrau (seit 01/2010) | Metallic Mokkabraun (01/2010–07/2010) | Perleffekt Steinschwarz (seit 01/2010)    | Metallic Byteblau (seit 01/2010)         | Metallic Indigoblau (seit 01/2010)  |

## Innenraum
Das Interieur orientiert sich optisch am Kia Soul und je nach Modell kommen entweder Stoffsitzbezüge (bis Spirit) oder eine Stoff-Leder-Polsterung (nur Mind) zum Einsatz. Außerdem gibt es Dekoreinlagen in silber oder Klavierlack-Optik (nur Mind). Das Raumkonzept besteht aus fünf Sitzen, von denen die hintere Dreier-Sitzbank im Verhältnis 60:40 umklappbar, verschiebbar und neigungsverstellbar ist. Des Weiteren gibt es serienmäßig einen höhenverstellbaren Ladeboden und ab Vision ein Gepäcknetz und ein Unterflurstaufach. Das Kofferraumvolumen beträgt je nach Sitzkonfiguration zwischen 314 und 1341 Litern.

## Design

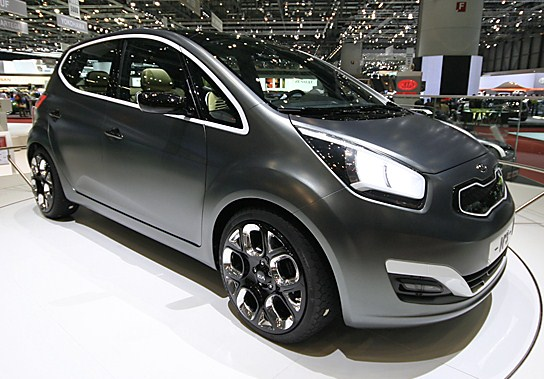
Kia N° 3

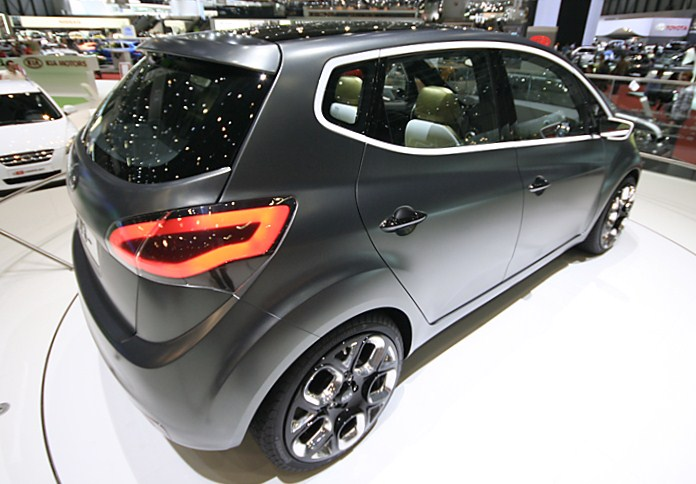
Kia N° 3

Der Kia Venga leitet sich von der Studie Kia N° 3 ab, die auf dem Genfer Auto-Salon im März 2009 vorgestellt wurde. Er übernimmt das Grunddesign dieses Konzepts und wurde in einigen Bereichen konventioneller ausgeführt. Der N° 3 wurde von Gregory Guillaume unter Leitung von Peter Schreyer im Kia Design Center Europe in Frankfurt am Main speziell für den europäischen Markt entworfen. Der Name des Wagens verweist auf die Position des Serienfahrzeugs im Kia-Modellsortiment: von der Größe her steht der Venga nach Picanto und Rio an dritter Stelle. Außerdem präsentiert die Studie das neue „Markengesicht“, das durch die Anordnung und das Größenverhältnis von drei Details geprägt ist: ein neuer, trapezförmiger Kühlergrill, großformatige und mandelförmige Scheinwerfer sowie ein stärker hervorgehobenes Markenlogo.
Ein charakteristisches Merkmal des Kia N° 3 ist die große Windschutzscheibe, die nahtlos in ein Panorama-Glasdach mit diagonalem Stützträger und automatischem Sonnenschutz übergeht. Die Studie ist 4,05 Meter lang und in einem matten Titangrau lackiert. Im Kontrast dazu stehen weiß oder schwarz glänzende Designelemente und die polierten 19-Zoll-Leichtmetallräder mit schwarzen Ypsilon-Speichen und Allwetter-Hochgeschwindigkeitsreifen. Auch im Innenraum werden schwarze und weiße Applikationen eingesetzt. Außerdem gibt es hellbraune Ledersitze mit einer speziellen, von Nähten durchzogenen Oberfläche. Im Cockpit befindet sich ein großes Informationsdisplay, das über eine zentrale Bedieneinheit gesteuert wird.

## Konkurrenzprodukte
Den größten Konkurrent des Kia Venga auf dem deutschen Markt stellt der Opel Meriva dar. Ein ähnliches Raumkonzept bei Abmessungen um vier Meter verfolgen auch der Honda Jazz, der Citroën C3 Picasso, der Renault Grand Modus oder der Nissan Note.
In einem Vergleichstest mit Jazz, C3 Picasso, Grand Modus und dem Nissan Cube konnte der Kia Venga den ersten Platz erreichen. Kritisiert wurden der träge Motor (1,4 CVVT) und der verhältnismäßig hohe Preis. Lob erhielten hingegen die umfangreiche Ausstattung, das Platzangebot, die Bedienfreundlichkeit und die gute Rundumsicht. Die Fachzeitschrift Auto, motor und sport schrieb in ihrem Vergleichstest mit Škoda Roomster und C3 Picasso: „Ruhm und Ehre für den besten Kia, der jemals bei auto motor und sport zu einem Vergleichstest antrat.“ (Marcus Peters: auto, motor und sport Online-Ausgabe)

## Crashtest
Anfang März 2010 erhielt der Kia Venga im Euro-NCAP-Crashtest vier von maximal fünf Sternen, nachdem die Bedingungen zum Erreichen der besten Bewertung zuvor erhöht wurden. Nunmehr müssen mindestens 80 Prozent Sicherheit für Erwachsene (früher 75 Prozent), 75 Prozent Kindersicherheit (vorher 70 Prozent) und 40 Prozent Schutz für Fußgänger gewährt sein. Beim Venga kamen folgende Wertungen zustande: Erwachsenenschutz 79 Prozent, Kinderschutz 66 Prozent, Fußgängerschutz 64 Prozent und Sicherheitsassistenten 71 Prozent sowie die besagten vier Sterne. Diese wurden jedoch nur unter Vorbehalt erteilt. Beim Frontalcrash brach eine fehlerhafte Halterung an der oberen Befestigung des Sicherheitsgurtes, was dazu führen kann, dass die Mechanik der Sitzschiene den Gurt einschneidet und dieser im schlimmsten Fall durchreißt. Kia hatte deswegen einen Rückruf eingeleitet, der alle 1161 bis dahin in Europa zugelassenen Fahrzeuge sowie etwa 1000 an Händler ausgelieferte Modelle betraf. Bei der Reparatur wurde eine spezielle Gurtmanschette montiert und das bruchgefährdete Teil ausgetauscht.
Im November 2010 erfolgte ein erneuter Euro NCAP-Crashtest mit dem überarbeiteten Modell. Kia modifizierte das Aussehen der Rücksitze, um den Kinderschutz zu erhöhen und optimierte die Struktur des Vorderwagens sowie das kritisierte Rückhaltesystem. Dadurch konnten diesmal fünf Sterne erzielt werden. Während die Werte für den Fußgängerschutz und die Sicherheitsassistenten gleich blieben, verbesserte sich der Insassenschutz auf 89 und die Kindersicherheit auf 85 Prozent.

## Zulassungszahlen
Seit dem Marktstart bis einschließlich Dezember 2019 sind in der Bundesrepublik Deutschland insgesamt 48.072 Kia Venga neu zugelassen worden. Ab 2011 waren die Zulassungszahlen konstant rückläufig.
|  |

|  |

|  |

|  |

|  |

|  |

|  |

|  |

|  |

|  |

|  |

|  |

|  |

|  |

|  |

|  |

|  |

|  |

|  |

|  |

|  |

|  |

|  |

|  |

|  |

|  |

|  |

|  |

|  |

|  |

|  |

|  |

|  |

|  |

|  |

|  |

|  |

|  |

|  |

|  |

|  |

|  |

|  |

|  |

|  |

|  |

|  |

|  |

|  |

|  |

|  |

|  |

|  |

|  |

|  |

|  |

|  |

|  |

|  |

|  |

|  |

|  |

|  |

|  |

|  |

|  |

|  |

|  |

|  |

|  |

|  |

|  |

|  |

|  |

|  |

|  |

|  |

|  |

|  |

|  |

|  |

|  |

|  |

|  |

|  |

|  |

|  |

|  |

|  |

|  |

|  |

|  |

|  |

|  |

|  |

|  |

|  |

|  |

|  |

|  |

|  |

|  |

|  |

|  |

|  |

|  |

|  |

|  |

|  |

|  |

|  |

|  |

|  |

|  |

|  |

|  |

|  |

|  |

|  |

|  |

|  |

|  |

|  |

|  |

|  |

|  |

|  |

|  |

|  |

|  |

|  |

|  |

|  |

|  |

|  |

|  |

|  |

|  |

|  |

|  |

|  |

|  |

|  |

|  |

|  |

|  |

|  |

|  |

|  |

|  |

|  |

|  |

|  |

|  |

|  |

|  |

|  |

|  |

|  |

|  |

|  |

|  |

|  |

|  |

|  |

|  |

|  |

|  |

|  |

|  |

|  |

|  |

|  |

|  |

|  |

|  |

|  |

|  |

|  |

|  |

|  |

|  |

|  |

|  |

|  |

|  |

|  |

|  |

|  |

|  |

|  |

|  |

|  |

|  |

|  |

|  |

|  |

|  |

|  |

|  |

|  |

|  |

|  |

|  |

|  |

|  |

|  |

|  |

|  |

|  |

|  |

|  |

|  |

|  |

|  |

|  |

|  |

|  |

|  |

|  |

|  |

|  |

|  |

|  |

|  |

|  |

|  |

|  |

|  |

|  |

|  |

|  |

|  |

|  |

|  |

|  |

|  |

|  |

|  |

|  |

|  |

|  |

|  |

|  |

|  |

|  |

|  |

|  |

|  |

|  |

|  |

|  |

|  |

|  |

|  |

|  |

|  |

|  |

|  |

|  |

|  |

|  |

|  |

|  |

|  |

|  |

|  |

|  |

|  |

|  |

|  |

|  |

|  |

|  |

|  |

|  |

|  |

|  |

|  |

|  |

|  |

|  |

|  |

|  |

|  |

|  |

|  |

|  |

|  |

|  |

|  |

|  |

|  |

|  |

|  |

|  |

|  |

|  |

|  |

|  |

|  |

|  |

|  |

|  |

|  |

|  |

|  |

|  |

|  |

|  |

|  |

|  |

|  |

|  |

|  |

|  |

|  |

|  |

|  |

|  |

|  |

|  |

|  |

|  |

|  |

|  |

|  |

|  |

|  |

|  |

|  |

|  |

|  |

|  |

|  |

|  |

|  | Benziner (42.597) |

|  | Benziner (42.597) |

|  | Diesel (5.475) |

|  | Diesel (5.475) |

## Auszeichnungen
Im Dezember 2009 gewann der Venga den iF product design award 2010 der Kategorie Transportation Design, zu der neben Automobilen auch Schiffe, Züge und Flugzeuge gehören. Dieser Preis wurde am 2. März 2010 auf der CeBIT in Hannover verliehen. Es handelt sich dabei um eine seit 1953 jährlich vergebene Auszeichnung, für die 2010 insgesamt 2486 Produkte aus 16 Bereichen zur Auswahl standen. Bewertet wurden neben dem Design Kriterien wie Innovationsgehalt, Verarbeitungsqualität und Umweltverträglichkeit.
Anfang 2010 erhielt der Kia Venga den red dot design award für Produktdesign. Der seit 1955 vom Design Zentrum Nordrhein-Westfalen verliehene Preis wird von einer Jury aus internationalen Designexperten vergeben. 2010 haben sich Hersteller aus 57 Ländern mit 4252 Produkten beworben. Bei der Bewertung spielen auch Faktoren wie Funktionalität, Ergonomie und Langlebigkeit eine Rolle.
Zusammen mit dem Kia Soul war der Venga für den Designpreis der Bundesrepublik Deutschland 2011 nominiert.
Bei einer Preis-Leistungs-Analyse des unabhängigen Marktforschungsunternehmens EurotaxGlass’s schnitt der Venga besser als seine Wettbewerber ab. Ausschlaggebend dafür sind die vergleichsweise niedrigen Preise und Unterhaltskosten sowie die umfangreiche Serienausstattung. Außerdem ergibt sich – zum Beispiel aufgrund der siebenjährigen Garantie – ein erhöhter Fahrzeugrestwert.
Ende 2010 erhielt der Venga vom TÜV Nord Zertifikate für eine gute Ökobilanz (ISO-Norm 14040) und ein umweltgerechtes Produktdesign (ISO-Norm 14062). Ersteres bescheinigt einen um 10,5 Prozent niedrigeren Ausstoß von CO2 als bei vergleichbaren Modellen, gemessen an einem 150.000 km andauernden Lebenszyklus. Dieser schließt die Beschaffung der Rohstoffe, die Produktion, den Gebrauch und die Verwertung des Fahrzeugs ein. Das DfE-Zertifikat (Design for Environment) beruft sich auf verschiedene Maßnahmen, die Kia getroffen hat, um Umweltauswirkungen von Autos zu minimieren. Dazu gehört die Überprüfung der Recyclingfähigkeit anhand von 3D-Design-Software, die Verwendung umweltfreundlicher Materialien, eine unkomplizierte Fahrzeug-Demontage sowie die Verkürzung des Herstellungsprozesses.
- „Wertmeister 2012“ – Auto Bild[27]